# Пенсионное управление Квебека
Пенсио́нное управле́ние Квебе́ка (фр. Régie des rentes du Québec) — правительственная организация, занимающаяся финансовым обеспечением квебекцев. Имеет определённые права и обязанности:
- применять Закон о Квебекской пенсионной программе
- применять Закон о дополнительных пенсионных программах
- предоставлять налоговый кредит на пособия по уходу за ребёнком (НКПУР)

Управление действует как связующая организация в рамках международных соглашений о социальном обеспечении.

## Задачи
- Популяризация финансового планирования пенсии
- Контроль за дополнительными пенсионными программами
- Выплаты работникам регулярной пенсии
- Компенсация ущерба работникам и их семьям в случае инвалидности или смерти
- Финансовая помощь семьям

## История
- Июль 1965: Создание Пенсионного управления Квебека
- 1 января 1966: Начало работы Пенсионного управления Квебека
- 30 января 1967: Выдан первый чек на пенсионную выплату
- 1 апреля 1971: Управление начало применять Закон о пособиях семьям с детьми
- 1971: Учреждён совет директоров Управления
- 1973: Заключены первые международные соглашения о социальном обеспечении
- 1982: Управление одним из первых стало предоставлять услугу прямого пенсионного вклада
- 1984: Открытие Информационного отдела в связи с большим числом телефонных звонков (1,2 миллиона в год)
- 1997: Управление становится автономным служебным подразделением и запускает свой первый сайт
- 2001: Первая публикация Декларации об услугах гражданам, Стратегического плана и применение Конвенции об эффективности и ответственности
- 2001: Управление получает Квебекский гран-при за качество обслуживания в категории Государственно-правовое образование
- 2003: Первые онлайновые услуги оказываются посредством NetRégie